# Kateřina Tučková

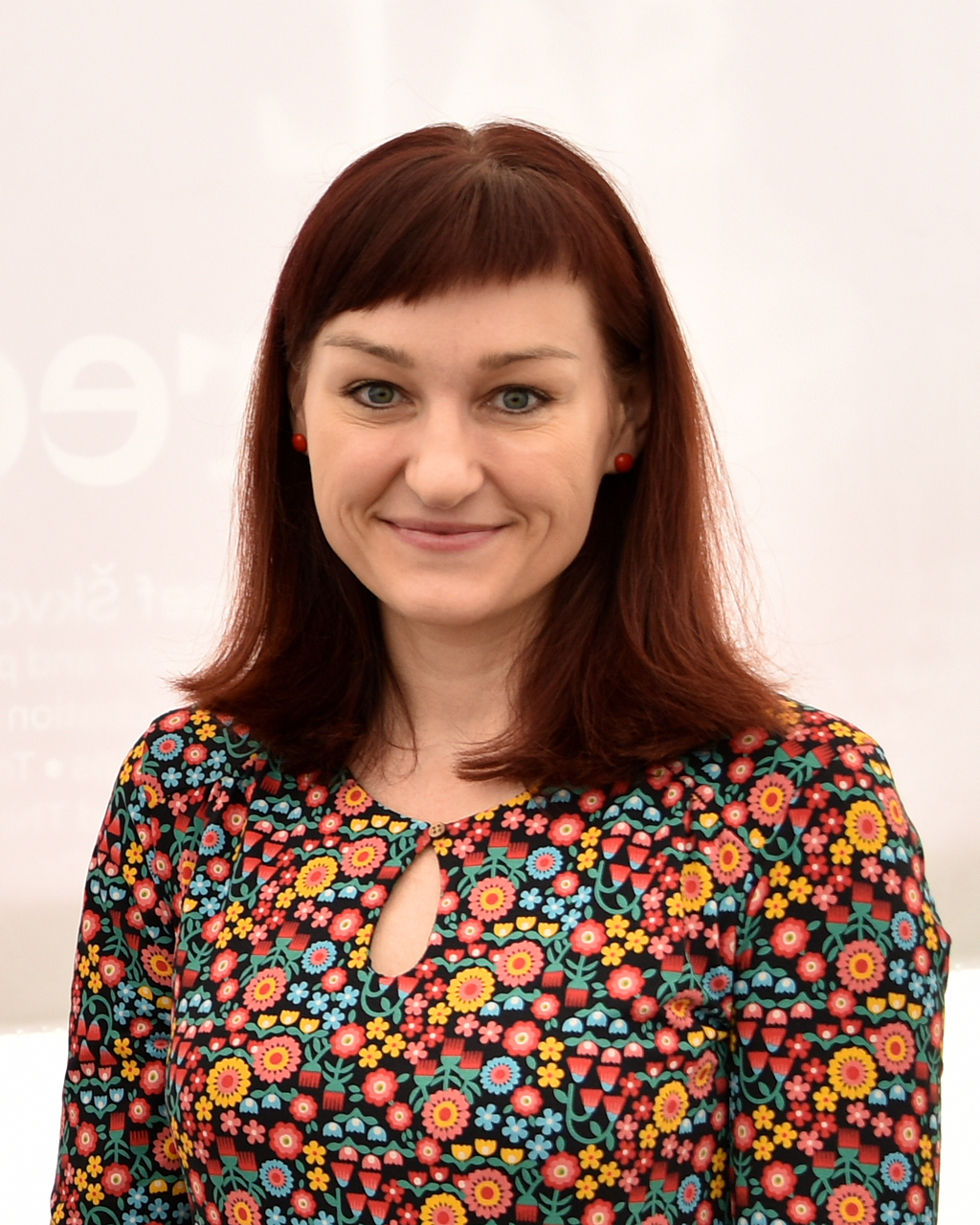
Kateřina Tučková (2024)

Kateřina Tučková (* 31. Oktober 1980 in Brünn) ist eine tschechische Schriftstellerin, Kuratorin und Sachbuchautorin.

## Leben
Kateřina Tučková verbrachte Kindheit und Jugend in den südmährischen Ortschaften Moutnice und Kuřim. Nach dem Besuch des  Gymnasiums in Brünn studierte sie Kunstgeschichte, tschechische Philologie an der Masaryk-Universität in Brünn. Ihr Studium der Kunsttheorie und Kunstgeschichte setzte sie am Institut für Kunstgeschichte der Philosophischen Fakultät der Karlsuniversität in Prag fort, wo sie 2014 mit der Dissertation Gruppe RADAR (Skupina RADAR) promoviert wurde.
Als Kuratorin führte Tučková die Galerie ARSkontakt. Seit 2016 ist sie die Programmdirektorin des Festivals „Meeting Brno“, auf dem aktuelle und historische mitteleuropäische Themen behandelt und künstlerisch verarbeitet werden.
Tučková beteiligte sich im Jahre 2015 an der Veranstaltung des Jahres der Versöhnung. Bei dieser Veranstaltung entschuldigte sich die Stadt Brünn zum ersten Mal offiziell anlässlich des 70-jährigen Jubiläums des Kriegsendes für die inhumane Vertreibung der Deutschen beim Brünner Todesmarsch mit Tausenden Todesopfern. Der deutsche Bundespräsident Joachim Gauck würdigte in seiner Rede zum Tag der Heimat diese Initiative, die unter anderem durch Tučkovás Roman Die Vertreibung der Gerta Schnirch inspiriert wurde.

## Werke
- Vyhnání Gerty Schnirch (Gerta. Das deutsche Mädchen, aus dem Tschechischen von Iris Milde, Klak Verlag, Berlin 2018, ISBN 978-3-943767-97-1), Host 2009

Die Hauptfigur des Romans, Gerta Schnirch, eine Brünner Deutsche, muss in der Nacht vom 30. zum 31. Mai 1945 mit ihrer nur wenige Monate alten Tochter, ihre Heimatstadt verlassen, wird mit den meisten Brünner Deutschen – hier Alten, Frauen und Kindern – nach der Befreiung aus der Stadt „vertrieben“ – in einem bewachten Treck Richtung österreichische Grenze getrieben. Ein leidvoller Marsch mit zahlreichen Toten, in die Geschichte eingegangen als Brünner Todesmarsch. Gerta Schnirch stammt aus einer zweisprachigen Familie: die Mutter, eine nationalbewusste Tschechin, stirbt 1942, der Vater, ein fanatischer Deutscher, vergewaltigt seine eigene Tochter, die schwanger wird. Gerta überlebt mit ihrer Tochter den „Todesmarsch“, wird zur Arbeit in Südmähren zwangsverpflichtet und kehrt, nach dem sie erneut die tschechoslowakische Staatsbürgerschaft erhält, in ihre ihr nun fremde Heimatstadt zurück. Sie lebte, von den Tschechen als Deutsche angesehen, am Rande der Gesellschaft, das Verhältnis zur eigenen Tochter gestaltet sich schwierig und spannungsgeladen.
- Žítkovské bohyně (Das Vermächtnis der Göttinnen, Deutsch: DVA 2015, ISBN 978-3-421-04630-7), Host 2012.

Weit oben zwischen den Hügeln der Weißen Karpaten lebten seit jeher Frauen mit außergewöhnlichen Fähigkeiten. Sie konnten heilen und halfen bei allen möglichen Plagen, sie konnten in misslichen Lagen Rat geben und angeblich auch in die Zukunft schauen. Man nannte sie Göttinnen und ihr Können gaben sie von Generation zu Generation weiter. Dora Idesová ist eine der letzten aus dem Geschlecht der Göttinnen von Schitkowa/Žítková. Deren Kunst hat sie allerdings nie erlernt, sie studierte Ethnographie und entschied sich, über ihre Ahnen zu forschen. Ende der neunziger Jahre entdeckt sie im Archiv des Innenministeriums in Pardubice eine operative Akte der Staatssicherheit über einen Feind von innen – ihre Tante, die Göttin Surmena. Dora bringt Licht in das Schicksal der Schitkower Frauen und stellt mit Überraschung fest, dass, obwohl selbst keine Göttin, auch sie Teil einer geheimnisvollen Tradition ist.
- Fabrika (Die Fabrik, noch nicht ins Deutsche übersetzt), Host 2014.

Familiengeschichte des Textilunternehmers Johann Heinrich Offermann. Thematisiert die Industriestadt Brünn, das „österreichische Manchester“
- Bílá Voda (Weißwasser, noch nicht ins Deutsche übersetzt), Brünn: Host 2022, ISBN 978-80-275-1057-3. Thematisiert das Schicksal der katholischen Ordensschwestern in der Tschechoslowakei, die das kommunistische Regime unter dem Decknamen Aktion K verfolgte.

## Ehrungen
- Jiří-Orten-Preis 2010
- Magnesia Litera 2010
- Josef-Škvorecký-Preis 2012
- Magnesia Litera 2013
- Preis Český Bestseller 2013
- 2017 wurde Tučková mit dem Preis für Freiheit, Demokratie und Menschenrechte des Instituts für das Studium totalitärer Regime für ihren außerordentlichen Beitrag zur Reflexion der modernen Geschichte ausgezeichnet.[6]
- Tschechischer Staatspreis für Literatur 2022[7]